# 想い出づくり。
想い出づくり。（おもいでづくり）は、TBS制作のテレビドラマ。1981年9月18日から12月25日にかけて放送。脚本は山田太一。主演は森昌子、田中裕子、古手川祐子。

## 概要
結婚適齢期（24歳）を迎えた3人の女性が“想い出”を“つくろう”とする作品。古手川演じる吉川は小田急ロマンスカーの客室乗務員という設定で、本編には小田急電鉄協力の下、実際のロマンスカー車内でロケを行ったシーンが登場する。
平均視聴率15.2%（ビデオリサーチ 関東地区）。裏番組はフジテレビの連続ドラマ『北の国から』（1981年10月9日 - 1982年3月26日放送）だったが当時の知名度は低く、視聴率では本番組が終始リードしていた。脚本家の岡田惠和は著書『TVドラマが好きだった』（岩波書店、2005年）の中で「ビデオデッキの普及していない当時、この二つのどちらを見るか、難しい選択だった。」と書いている。
放送翌年の1982年に大和書房よりシナリオ集が出版された（1987年に同社より「山田太一作品集」12巻として再刊、2016年に里山社「山田太一セレクション」として再再刊）。
ビデオソフトとして、全話収録の4枚組DVD-BOXがジェネオンエンタテインメントより2003年11月に発売された（PIBD-7148）。2018年5月30日より、有料VODサービスのParavi（のちU-NEXT）で常時配信が開始された。

## あらすじ
工場勤務の佐伯のぶ代、小田急ロマンスカーの客室乗務員の𠮷川久美子、OLの池谷香織の三人は、旅行会社の入会説明会で顔を合わせて意気投合する。その旅行会社のアルバイトの根本の一言がきっかけで、彼女たちは結婚前に想い出づくりを始める。

## キャスト
- 佐伯のぶ代：森昌子
- 池谷香織：田中裕子
- 𠮷川久美子：古手川祐子
- 根本典夫：柴田恭兵
- 佐伯賢作（のぶ代の父）：前田武彦
- 佐伯静子（のぶ代の母）：坂本スミ子
- 佐伯茂（のぶ代の弟）：安藤一人
- 中野二郎：加藤健一
- 𠮷川武志（久美子の父）：児玉清
- 𠮷川優子（久美子の母）：谷口香
- 池谷信吾（香織の父）：佐藤慶
- 池谷由起子（香織の母）：佐々木すみ江
- 池谷理一（香織の兄）：岡本直樹
- 国枝妙子：田中美佐
- 岡崎勇：矢島健一
- 松永：菅野忠彦
- 古屋：平田満
- マスター：深江章喜
- 青山信一：根津甚八
- 旅行会社社長：浜村淳
- 小田急電鉄宮地車掌：福士秀樹
- 中野正子：三崎千恵子
- 中野国夫：高桐真
- 大沢良一郎：名倉良

## スタッフ
- 脚本：山田太一
- 音楽：ジョルジュ・ザンフィル、小室等
- プロデュース：大山勝美、片島謙二
- 演出：鴨下信一、井下靖央、豊原隆太郎
- 制作：TBS

## サブタイトル
| 各話   | 放送日         | サブタイトル           | 演出       | 視聴率 |
| ------ | -------------- | ---------------------- | ---------- | ------ |
| 第1話  | 1981年9月18日  | 女ともだちのスタート。 | 鴨下信一   | 18.1%  |
| 第2話  | 1981年9月25日  | やっつけたい、あいつ。 | 井下靖央   | 15.6%  |
| 第3話  | 1981年10月9日  | 涙も落ちて来た。       | 井下靖央   | 14.2%  |
| 第4話  | 1981年10月16日 | 両手を空にさしのべて。 | 豊原隆太郎 | 11.9%  |
| 第5話  | 1981年10月23日 | 何処へ羽ばたく。       | 井下靖央   | 15.8%  |
| 第6話  | 1981年10月30日 | べつの姿が見えてくる。 | 井下靖央   | 15.1%  |
| 第7話  | 1981年11月6日  | 夜の道ではなく─。      | 豊原隆太郎 | 14.6%  |
| 第8話  | 1981年11月13日 | 時よ、急がないで。     | 豊原隆太郎 | 13.5%  |
| 第9話  | 1981年11月20日 | 小さな夢が消えていく。 | 井下靖央   | 15.0%  |
| 第10話 | 1981年11月27日 | はじめての夜。         | 鴨下信一   | 16.3%  |
| 第11話 | 1981年12月4日  | まわりは急ぎ足。       | 鴨下信一   | 14.9%  |
| 第12話 | 1981年12月11日 | 戦いの日。             | 鴨下信一   | 14.4%  |
| 第13話 | 1981年12月18日 | 宴のあと。             | 井下靖央   | 15.4%  |
| 第14話 | 1981年12月25日 | 晴れた日が来る。       | 井下靖央   | 17.6%  |

- （全14話）